# Martina Terré Martí
Martina Terré Martí (n. 28 august 2002, Barcelona, Catalonia, Spania) este o sportivă ce a reprezentat Spania, medaliată olimpică. A participat la o ediție a Jocurilor Olimpice (2024) în care a câștigat o medalie de aur.

## Participări
Lista de mai jos prezintă principalele competiții la care a participat Martina Terré Martí de-a lungul carierei.
- tournoi féminin de water-polo aux Jeux olympiques d'été de 2024[*]